# Francesco Cesarei Leoni
Francesco Cesarei Leoni ( 1 de janeiro de 1756 em Perugia - 25 de julho de 1830 em Jesi ) foi um cardeal italiano .

## vida
Ele veio de uma família patrícia peruana e estudou na Universidade de Perugia, onde se doutorou em 24 de setembro de 1779 Doctor iuris utriusque. Em novembro de 1783 foi nomeado camareiro secreto papal e em 19 de abril de 1784 auditor da Rota Romana , no mesmo ano também prelado da casa de Sua Santidade . Foi ordenado sacerdote em 27 de agosto de 1797. Em junho de 1809 tornou-se decano da Rota Romana . Após a primeira restauração do governo papal sobre os Estados Papais, tornou-se Consultor da Inquisição Romana em 30 de setembro de 1814.
Francesco Cesarei Leoni foi nomeado bispo de Jesi em 28 de julho de 1817. A ordenação episcopal lhe foi conferida em 24 de agosto do mesmo ano na igreja romana Il Gesù o Decano do Colégio Cardinalício Alessandro Mattei ; Os co -consagradores foram o Arcebispo Giovanni Francesco Guerrieri e o Arcebispo Candido Maria Frattini , Vice-Regente de Roma.
Já em 8 de março de 1816, o Papa Pio VII o elevou in pectore a cardeal, o que foi anunciado no consistório de 28 de julho de 1817, ao mesmo tempo que sua nomeação como bispo. Ele recebeu o chapéu de cardeal vermelho em 31 de julho de 1817 e em 1º de outubro do mesmo ano foi agraciado com Santa Maria del Popolo como igreja titular.
Francesco Cesarei Leoni participou do conclave de 1823 do Papa Leão XII escolheu. Não pôde mais participar do conclave de 1829, do qual saiu Papa Pio VIII como papa. Ele morreu no ano seguinte e foi enterrado na Catedral de Jesi .

## Link externo
- Francesco Cesarei Leoni
- catholic-hierarchy.org